# Economic Change and Restructuring
Economic Change and Restructuring (Экономические изменения и реструктуризация) — американский специализированный экономический журнал. 
Выходит с 1961 года. До 2005 года именовалось Economics of Planning.
В редакционный совет журнала входят известные российские экономисты: М. Алексеев (Университет Индианы), Е. Гавриленков, В. Макаров.
Журнал посвящён анализу проблем переходной экономики. Тематика публикаций в журнале: макроэкономика; фискальные, финансовые и банковские проблемы; локальное развитие и региональные проблемы; промышленное развитие; методология исследований.
Периодичность выхода журнала: 4 номера в год.